# Microbisium
Microbisium es un género de pseudoscorpiones de la familia Neobisiidae.  Se distribuye por América, África y Eurasia.

## Especies
Según Pseudoscorpions of the World 1.2::
- Microbisium brevifemoratum (Ellingsen, 1903)
- Microbisium brevipalpe (Redikorzev, 1922)
- Microbisium brunneum (Hagen, 1868)
- Microbisium congicum Beier, 1955
- Microbisium dogieli (Redikorzev, 1924)
- Microbisium fagetum Cîrdei, Bulimar & Malcoci, 1967
- Microbisium lawrencei Beier, 1964
- Microbisium manicatum (L. Koch, 1873)
- Microbisium parvulum (Banks, 1895)
- Microbisium pygmaeum (Ellingsen, 1907)
- Microbisium suecicum Lohmander, 1945
- Microbisium zariquieyi (Navás, 1919)

## Publicación original
- Chamberlin, 1930: A synoptic classification of the false scorpions or chela-spinners, with a report on a cosmopolitan collection of the same. Part II. The Diplosphyronida (Arachnida-Chelonethida). Annals and Magazine of Natural History, ser. 10, n. 5, p.1-48 & 585-620.